# Мостови у Нишу
Кроз Ниш протичу: река Нишава , Габровачка река и Кутинска река. На ширем градском подручју Габровачка и Кутинска река се уливају у Нишаву. Преко Нишаве у ужем градском језгру прелази 11 а у ширем градском подручју 16 мостова. Габровачку реку премошћује у граду 12 мостова и мостића а Кутинску реку премошћује 5 мостова.
Мостови Ниша имају своју историју а неки су и права уметничка архитектонска дела и грађевински подухвати.

## Мостови Ниша галерија
- Ниш: Мостови преко реке Нишаве
- “Камени мост“ преко Нишаве,Улице Књегиње Љубице и 12.фебруар
- Железнички мост преко Нишаве, Пруга Ниш-Београд
- Срушени железнички мост преко Нишаве 1915. г.
- "Тврђавски мост“ преко Нишаве, спаја Тврђаву и Трг Краља Милана
- Мост преко Нишаве поред „Нитекса“, спаја улице Војводе Мишића и Панталејску
- "Висећи пешачки мост“ преко Нишаве, спаја улице Благоја Паровића и Илије Бирчанина 2013.године
- "Висећи пешаћки мост" пролеће 2022. године
- "Мост младости“ преко Нишаве у Нишу , спаја Булевар Николе тесле и ул. Краља Стефана Првовенчаног
- "Дурлански мост“ повезује улице Бранка Миљковића и Пролетерску
- Један од најновијих мостова спаја насеље Дуваниште и Доњу Врежину (Булевар Медијана)
- Мост у саставу трга Краља Милана, након обнове 2021.
- Тврђавски мост, након обнове 2021

- Мостови преко Габровачке реке
- Дрвени мост преко Габровачке реке поред Ћеле-куле
- Дрвени мост преко Габровачке улаз у Ћеле-кулу
- Железнички мост преко Габровачке реке
- Мост преко габровачке реке, улица Душана Поповића
- Мост преко Габровачке реке у масељу Делијски вис 2022.г.